# Ulf Karlsson (politiker)
Ulf Göran Karlsson, född 9 januari 1943 i Uppsala, är en svensk företagsledare och politiker (socialdemokrat). Han var VD för Riksbyggen 2000-2003 och förbundssekreterare för Sveriges socialdemokratiska ungdomsförbund 1969-1972. 
År 2001 blev han omskriven i Aftonbladet som en av de så kallade IB-agenterna som under 1972, via skenanställning på AMS, rekryterades och arbetade för den hemliga underrättelseorganisationen IB. Detta bekräftades sedan 2002 i regeringsdokumentet SOU 2002:92 betitlat Det grå brödraskapet. En berättelse om IB.